# Mezihvězdné prostředí
Mezihvězdné prostředí se nazývá prostor a hmota, které se nacházejí mezi hvězdami v naší galaxii. Počítá se k němu jak mezihvězdná hmota, tak elektromagnetické záření a galaktické magnetické pole.
Mezihvězdnou hmotu tvoří neutrální a ionizovaný plyn, dále prach. Má důležitou roli v astrofyzice. Z mezihvězdné hmoty vznikají nové hvězdy. Z nich se mezihvězdná hmota vrací zpět do mezihvězdného prostředí působením hvězdného větru a výbuchem supernov. Mezihvězdná hmota je příčinou mezihvězdné absorpce světla.